# Michał Fiałkiewicz
Michał Fiałkiewicz – urzędnik terytorialny i sądowy na obszarze Galicji w Cesarstwie Austrii, burmistrz Sanoka, Nowego Sącza, radca sądu krajowego.

## Życiorys
Od około 1833 do około 1835 był praktykantem konceptowym w C. K. Izbie Prokuratury (K. K. Kammerprokuratur). Od około 1836 do około 1837 pełnił funkcję prezydującego syndyka w magistracie w Ciężkowicach. Od około 1837 do około 1847 był burmistrzem Sanoka. Od około 1847 do około 1853 był burmistrzem Nowego Sącza. 1 listopada 1851 witał i przyjmował w Nowym Sączu podróżującego po Galicji cesarza Austrii Franciszka Józefa I.
Od około 1853 był radcą magistratu w Krakowie. Jako prowizoryczny radca krakowskiego magistratu w połowie 1855 został mianowany przełożonym (Vorsteher) w krakowskim okręgu administracyjnym. We wrześniu 1855 został przeniesiony ze stanowiska przełożonego urzędu obwodowego w Pilźnie na stanowisko radcy Sądu Obwodowego w Tarnowie. W tej funkcji pozostawał w kolejnych latach. Z tej posady na początku czerwca 1866 został mianowany radcą C. K. Sądu Krajowego w Krakowie. Stanowisko piastował do około 1872. Podczas swojej pracy tamże działał jako komisarz upadłościowy. Równolegle z posadą radcy Sądu Krajowego od około 1870 pełnił funkcję zastępcy asesora w C. K. Sądzie Powiatowym dla spraw dochodów skarbowych w Krakowie.
Był żonaty z Julią z domu Malinowską. Miał z nią córki Michalinę Julię (ur. 1839), Anielę Alojzę Zygmuntę (1840-1843), Walerianę Józefę (ur. 1842), Karolinę Praksedę (ur. 1843).